# Saint-Pantaléon (Lot)
Saint-Pantaléon foi uma antiga comuna francesa na região administrativa de Occitânia, no departamento de Lot. Estendia-se por uma área de 19,37 km². Em 2010 a comuna tinha 246 habitantes (densidade: 12,7 hab./km²).
Em 1 de janeiro de 2019, ela foi incorporada ao território da nova comuna de Barguelonne-en-Quercy.